# Hermann Beims

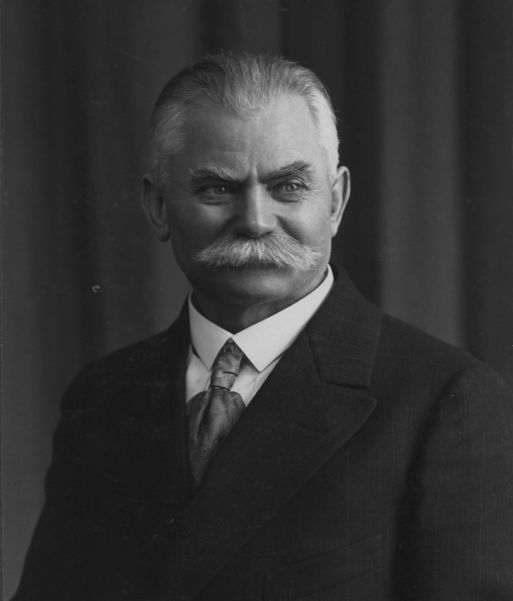
Hermann Beims

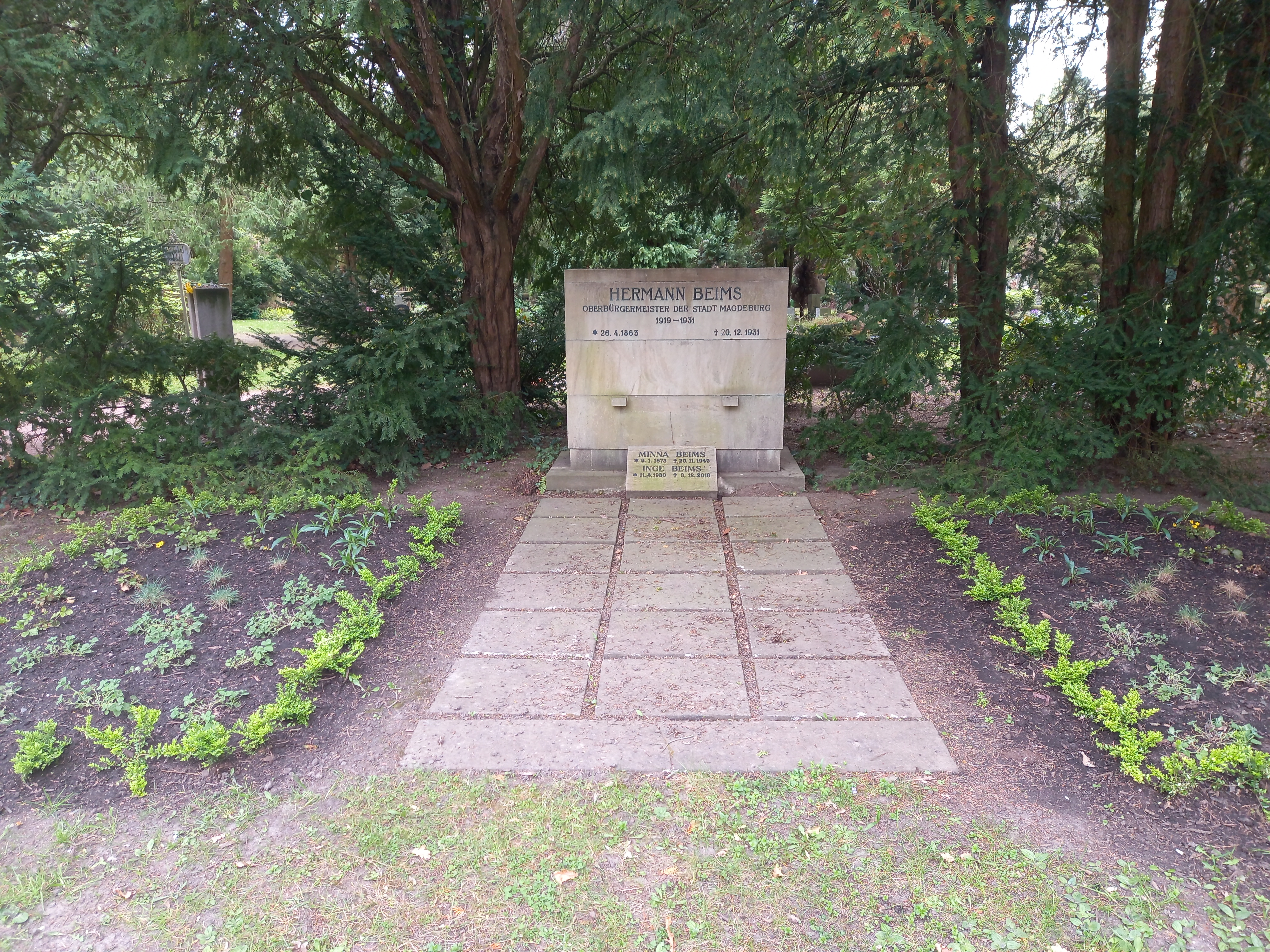
Das Grab von Hermann Beims und seiner Ehefrau Minna geborene Schwerdtfeger im Familiengrab auf dem Westfriedhof (Magdeburg)

Hermann Beims (* 26. April 1863 in Haverlah; † 20. Dezember 1931 in Magdeburg) war ein deutscher Handwerker und SPD-Politiker, der ab 1905 in der Kommunalpolitik der Stadt Magdeburg aktiv war und von 1919 bis 1931 als Oberbürgermeister wichtige Impulse für die Entwicklung der Stadt gab.

## Leben
Als Sohn eines Webers besuchte er 1878 bis 1881 die Volksschule in Goslar und machte danach eine Tischler-Lehre. 1887 trat er der SPD bei. 1892 ließ er sich als Tischler in Goslar nieder. Ein Jahr später, am 1. April 1893, heiratete er in Goslar die aus Baasdorf bei Köthen stammende Minna Schwerdtfeger († 25. November 1945 in Magdeburg). 1896 gab er sein Handwerk auf, arbeitete als Rendant bei der Ortskrankenkasse Goslar und von 1897 bis 1899 als Angestellter beim Zentralverband des Holzarbeiterverbandes. Zwischen 1899 und 1902 betrieb er in Osterode am Harz ein Gartenrestaurant und war dort Gemeindeverordneter.
1902 wurde er Arbeitersekretär in Magdeburg und ab 1906 Sekretär des SPD-Bezirksverbands. Von 1905 bis 1917 gehörte er der Magdeburger Stadtverordnetenversammlung an und wurde von 1917 bis 1919 erster sozialdemokratischer Stadtrat in Magdeburg. Am 24. April 1919 wurde er ohne Gegenstimmen zum Magdeburger Oberbürgermeister gewählt und blieb bis 1931 im Amt. Von 1919 bis 1920 war er Mitglied der Weimarer Nationalversammlung und wurde anschließend  mehrmals in den Reichstag gewählt. Zeitweise war er auch Abgeordneter des Provinziallandtags der Provinz Sachsen und ab 1926 Mitglied des Preußischen Staatsrats.
In seiner Amtsführung war er um Ausgleich und Kompromiss bemüht. Unter ihm war Bruno Taut 1920 bis 1924 Stadtbaurat. Magdeburg wurde zum Zentrum des Neuen Bauens, in seiner Amtszeit entstanden moderne Wohnviertel in den Vorstädten – so auch die Hermann-Beims-Siedlung im Stadtteil Stadtfeld West. Weitere wesentliche Bauten waren das Ausstellungszentrum im Rotehornpark und die Magdeburger Stadthalle.
Beims strebte den Ausbau Magdeburgs zur Hauptstadt eines vor allem wirtschaftsgeografisch definierten Mitteldeutschlands an, das als nur im Zuge einer umfassenden Staatsreform herzustellende politische Einheit jedoch sehr umstritten war und nicht umgesetzt wurde.

## Ehrung
Magdeburg benannte nach ihm die in seiner Amtszeit entstandene Hermann-Beims-Siedlung. Auch die dort befindliche Beimsstraße und der angrenzende Beimsplatz erhielten seinen Namen. Auch in seinem Geburtsort Haverlah ist eine Straße nach ihm benannt.